# Риу-Тинту (Параиба)
Риу-Тинту (порт. Rio Tinto) — муниципалитет в Бразилии, входит в штат Параиба. Составная часть мезорегиона Зона-да-Мата-Параибана. Находится в составе крупной городской агломерации Агломерация Жуан-Песоа. Входит в экономико-статистический микрорегион Литорал-Норти. Население составляет 22 740 человек на 2006 год. Занимает площадь 466,397 км². Плотность населения — 48,8 чел./км².

## История
Город основан 6 декабря 1956 года.
В Риу-Тинту частично расположен резерват Гуарибас.

## Статистика
- Валовой внутренний продукт на 2003 год составляет 76 210 354,00 реалов (данные: Бразильский институт географии и статистики).
- Валовой внутренний продукт на душу населения на 2003 год составляет 3380,67 реалов (данные: Бразильский институт географии и статистики).
- Индекс развития человеческого потенциала на 2000 год составляет 0,603 (данные: Программа развития ООН).

## География
Климат местности: тропический.